# Tremoceiro
O tremoceiro é a planta fabácea cuja semente são os tremoços.
Pertence ao género Lupinus e é usada na fixação de azoto nos solos. A semente, de cor amarela, é geralmente vendida para a fabricação de iogurte e consumida em conserva como petisco ou aperitivo especialmente em Portugal, mas também nos restantes países de expressão portuguesa.

## Botânica
Lupinus é um dos géneros de plantas da família das fabáceas, subfamília Faboideae. Há cerca de 150 espécies classificadas neste género e conhecidas como tremoceiro (subgéneros Lupinus, e Platycarpos). A maioria destas espécies tem a propriedade de fixar azoto/Nitrogênio nos solos, e muitas são utilizadas como fertilizante natural em zonas agrícolas.